# Marie-Antoinette, reine de France
Pour les articles homonymes, voir Marie-Antoinette reine de France.
Marie-Antoinette, reine de France est un tableau réalisé par la peintre française Élisabeth Vigée Le Brun en 1788. De format vertical, cette huile sur toile est un portrait de Marie-Antoinette à la veille de la Révolution française. La reine de France y figure assise en robe de velours bleu à côté d'un vase de fleurs, un livre d'heures à la main. Acquise par Louis XVIII en 1818, pendant son propre règne, l'œuvre est conservée au château de Versailles, à Versailles, où elle est accrochée dans le petit appartement de la reine.